# Manavgat (fleuve)
Pour les articles homonymes, voir Manavgat.
Le Manavgat (en turc : Manavgat Nehri) est un fleuve s'écoulant en Turquie. Il est aménagé grâce aux barrage de Oymapınar et celui de Manavgat, situé immédiatement en aval du premier. 
Lr fleuve prend sa source dans le Taurus, se dirige vers le sud et se jette dans la Méditerranée après avoir traversé la ville de Manavgat. 

## Histoire
Pline l'Ancien plaçait la limite occidentale de la Cilicie sur le fleuve Manavgat qu'il dénommait Mélas.

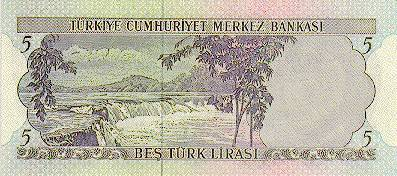
Les chutes d'eau du fleuve Manavgat représentées sur le billet de 5 livres des années (1968-1983).